# Zając (województwo mazowieckie)
Zając – wieś w Polsce położona w województwie mazowieckim, w powiecie węgrowskim, w gminie Liw. Ma status sołectwa.
Wierni Kościoła rzymskokatolickiego należą do parafii Podwyższenia Krzyża Świętego w Wyszkowie.
| SIMC    | Nazwa         | Rodzaj    |
| ------- | ------------- | --------- |
| 0678245 | Kolonia Zając | kolonia   |
| 0678251 | Zdroje        | część wsi |

W latach 1975–1998 miejscowość administracyjnie należała do województwa siedleckiego.